# Matthew Hutton (archevêque d'York)
Pour l'archevêque de Cantorbéry du XVIIIe siècle, voir Matthew Hutton (archevêque de Cantorbéry).
Matthew Hutton (1529-1606) est un ecclésiastique anglican.
Il est prince-évêque de Durham de 1589 à 1595, puis archevêque d'York de 1595 à sa mort.